# 459
| [ Edytuj tabelę ]          |                                         |
| Cesarz Bizancjum           | - 457 Leon I 474                        |
| Król Franków               | - 457 Childeryk I 481                   |
| Chan Hunów                 | - 454 Dengizek 469 - 458 Ernak 469      |
| Król Kentu                 | - 455 Hengest 488                       |
| Patriarcha Konstantynopola | - 458 Gennadiusz I 471                  |
| Władca Korei               | - 413 Changsu 491                       |
| Król Munsteru              | - 453 Óengus 489                        |
| Papież                     | - 440 Leon I 461                        |
| Król Persji                | - 457 Hormizd III 459 - 459 Peroz I 484 |
| Cesarz Rzymu               | - 457 Majorian 461                      |
| Król Wandalów              | - 428 Genzeryk 477                      |
| Król Wizygotów             | - 453 Teodoryk II 466                   |

Rok 459 / CDLIX
stulecia: IV wiek ~
V wiek ~
VI wiek

lata: 449 «
454 «
455 «
456 «
457 «
458 «
459
» 460
» 461
» 462
» 463
» 464
» 469

## Urodzili się
- 14 listopada – B'utz Aj Sak Chiik, majański władca miasta Palenque (zm. zap. 501)

## Zmarli
- data dzienna nieznana:
  - Hormizd III, władca Persji (ur. ?)